# District de Shushan
Le district de Shushan (蜀山区 ; pinyin : Shǔshān Qū) est une subdivision administrative de la province de l'Anhui en Chine. Il est placé sous la juridiction de la ville-préfecture de Hefei.